# 福永泰子
福永 泰子（ふくなが やすこ、1918年〈大正7年〉3月16日 - 2006年〈平成18年〉9月11日）は、日本の旧華族。皇后女官。嵯峨実勝侯爵令嬢。夫は関西大学教授・福永健治。香淳皇后に仕えた。長姉が愛新覚羅溥傑夫人の浩。

## 略歴
関西の実業家で宮家との縁もある福永家に嫁ぐが、わずか1年8ヶ月で夫に先立たれる。
1968年（昭和43年）5月、泰子の勧めにより、溥傑・浩の次女で姪である嫮生と、亡夫の姉の次男である健治が結婚した。
徳川義寛の勧めで宮中に入り、1971年（昭和46年）から1989年（平成元年）にかけて宮内庁侍従職で女官を務め、その後2000年（平成12年）まで香淳皇后に仕えた。83歳で退職。
2006年9月、88歳で死去。葬儀は神戸市須磨区で健治が経営する高齢者福祉施設「パーマリィ・イン須磨」の自宅で行われた。葬儀の喪主は嫮生が務めた。